# Цевельская волость (Псковская область)
Цевельская волость — упразднённая административно-территориальная единица 3-го уровня в Бежаницком районе Псковской области России.
Административный центр — деревня Цевло.

## География
Территория волости граничила на западе с Чихачёвской, Добрывичской, Лющикской и Бежаницкой волостями, на севере — с Дедовичским районом, на западе — с Новоржевским районом,  на юге и юго-востоке — с Локнянским районом Псковской области, на востоке — с Новгородской областью.
На территории волости расположены озёра: Полисто (30,6 км², глубиной до 2,4 м), Дубец (10,3 км², глубиной до 2,4 м), Цевло (7,95 км², глубиной до 2,5 м), Русское (4,2 км², глубиной до 5,5 м), Пылец (3,6 км², глубиной до 2,1 м), Сусельницкое (3,2 км², глубиной до 3,4 м), Большое Удое (2,3 км², глубиной до 4,0 м), Большое Исурьевское (2,3 км², глубиной до 4,5 м), Межницкое (1,0 км², глубиной до 3,0 м), Деревенец (1,0 км², глубиной до 1,8 м), Березовое (0,9 км², глубиной до 6,0 м)  и другие. На востоке сельского поселения Полистовское находится Полистовский заповедник.

## Население
Численность населения Цевельской волости по переписи населения 2002 года составила 810 жителей.

## Населённые пункты
В состав волости входило 18 населённых пунктов (деревень):
| №  | Название   | Население |
| -- | ---------- | --------- |
| 1  | Борок      | →0        |
| 2  | Веряжа     | →0        |
| 3  | Вихрище    | ↘1        |
| 4  | Зайцево    | ↘5        |
| 5  | Залужье    | →0        |
| 6  | Макарино   | ↘6        |
| 7  | Межник     | ↘19       |
| 8  | Полисто    | →0        |
| 9  | Порховок   | →0        |
| 10 | Ратча      | →0        |
| 11 | Ручьи      | ↘4        |
| 12 | Синцово    | ↘0        |
| 13 | Скопиха    | ↗6        |
| 14 | Сусельница | →0        |
| 15 | Сысова     | ↘15       |
| 16 | Ухошино    | →0        |
| 17 | Цевло      | ↘579      |
| 18 | Чилец      | →0        |

## История
Постановлением Псковского областного Собрания депутатов от 26 января 1995 года все сельсоветы в Псковской области были переименованы в волости, в том числе Цевельский сельсовет был превращён в Цевельскую волость.
Законом Псковской области от 28 февраля 2005 года в границах волости было также создано муниципальное образование Цевельская волость со статусом сельского поселения с 1 января 2006 года в составе муниципального образования Бежаницкий район со статусом муниципального района.
На референдуме 11 октября 2009 года было поддержано объединение сельского поселения Цевельская волость и городского поселения Красный Луч. Законом Псковской области от 3 июня 2010 года Цевельская волость была упразднена, а её территория 1 июля 2010 года была объединена с пгт Красный Луч в новое муниципальное образование со статусом сельского поселения Полистовское.